# Trithemis
Trithemis là một chi chuồn chuồn ngô thuộc họ Libellulidae. They are thường được biết đến với tên Dropwings.
Chi này gồm các loài:
- Trithemis aconita Lieftinck, 1969 – Monkhood Dropwing[2]
- Trithemis aenea Pinhey, 1961
- Trithemis aequalis Lieftinck, 1969
- Trithemis africana (Brauer, 1867) - Western Phantom Dropwing[3]
- Trithemis annulata (Palisot de Beauvois, 1805) – Violet Dropwing,[2][4] Violet-marked Darter[5]
- Trithemis anomala Pinhey, 1955
- Trithemis arteriosa (Burmeister, 1839) – Red-veined Dropwing[2]
- Trithemis aurora (Burmeister, 1839) – Crimson Marsh Glider[6]
- Trithemis basitincta Ris, 1912
- Trithemis bifida Pinhey, 1970
- Trithemis bredoi Fraser, 1953
- Trithemis brydeni Pinhey, 1970
- Trithemis congolica Pinhey, 1970
- Trithemis dejouxi Pinhey, 1978
- Trithemis dichroa Karsch, 1893 - Small Dropwing[7]
- Trithemis donaldsoni (Calvert, 1899) – Denim Dropwing[2]
- Trithemis dorsalis (Rambur, 1842) – Round-hook Dropwing,[2]
- Trithemis ellenbeckii Förster, 1906
- Trithemis festiva (Rambur, 1842) – Indigo Dropwing,[4] Black Stream Glider[6]
- Trithemis fumosa Pinhey, 1962
- Trithemis furva Karsch, 1899 – Navy Dropwing[2]
- Trithemis grouti Pinhey, 1961 - Black Dropwing[8]
- Trithemis hartwigi Pinhey, 1970
- Trithemis hecate Ris, 1912 – Silhouette Dropwing,[2] Hecate Dropwing[9]
- Trithemis imitata Pinhey, 1961
- Trithemis integra Dijkstra, 2007
- Trithemis kalula Kirby, 1900
- Trithemis kirbyi Selys, 1891 – Orange-Winged Dropwing,[4] Kirby's Dropwing[2]
- Trithemis lilacina Förster, 1899
- Trithemis monardi Ris, 1931 - Monard's Dropwing[10]
- Trithemis morrisoni Damm & Hadrys, 2009
- Trithemis nigra Longfield, 1936
- Trithemis nuptialis Karsch, 1894 - Hairy-legged Dropwing[11]
- Trithemis osvaldae d'Andrea & Carfi, 1997
- Trithemis pallidinervis (Kirby, 1889) - Long-legged Marsh Glider[6]
- Trithemis palustris Damm & Hadrys, 2009
- Trithemis persephone Ris, 1912
- Trithemis pluvialis Förster, 1906 – Riffle-and-Reed Dropwing,[2] River Dropwing[12]
- Trithemis pruinata Karsch, 1899
- Trithemis selika Selys, 1869
- Trithemis stictica (Burmeister, 1839) – Jaunty Dropwing[2]
- Trithemis werneri Ris, 1912 – Elegant Dropwing[2]

## Hình ảnh

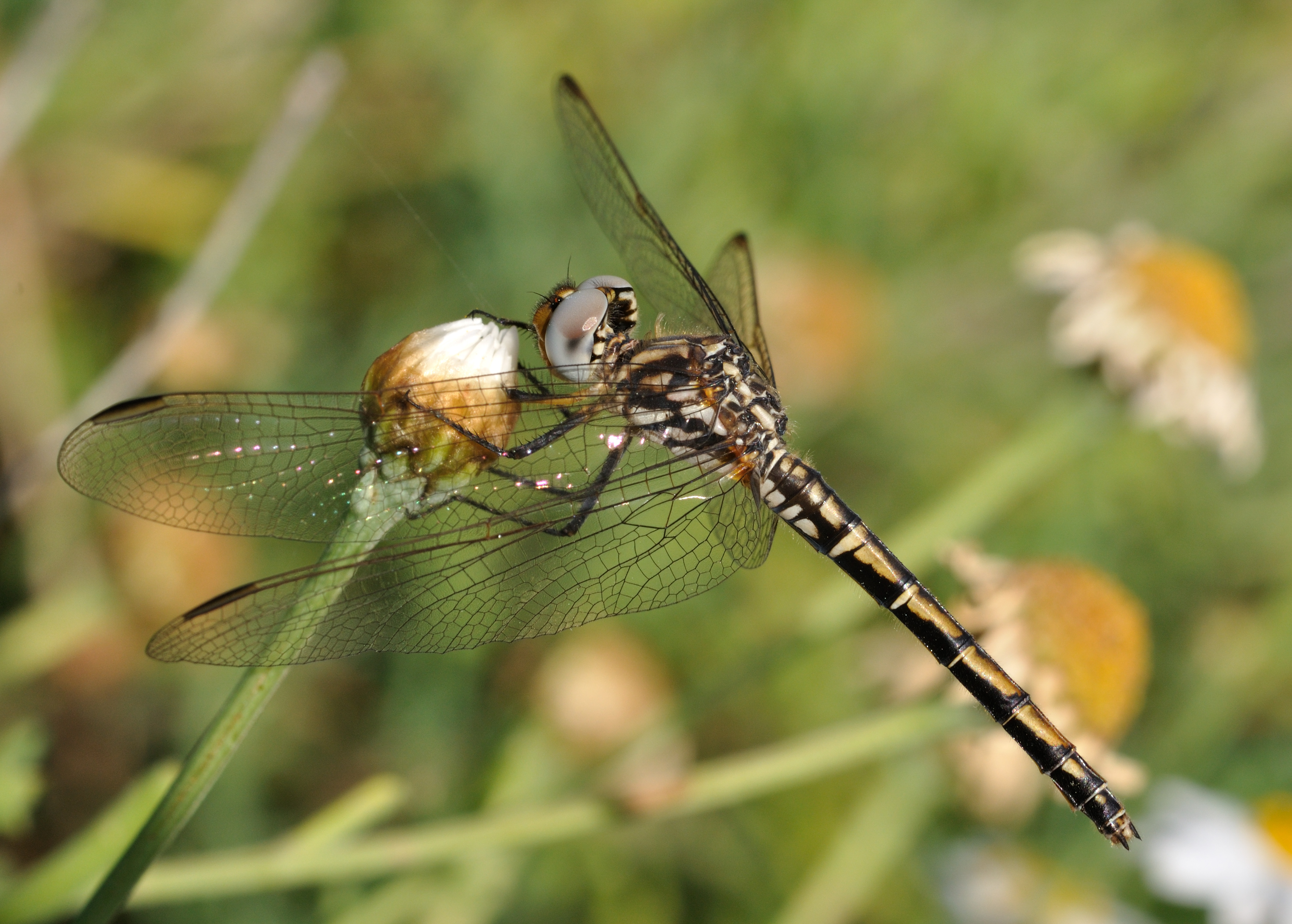
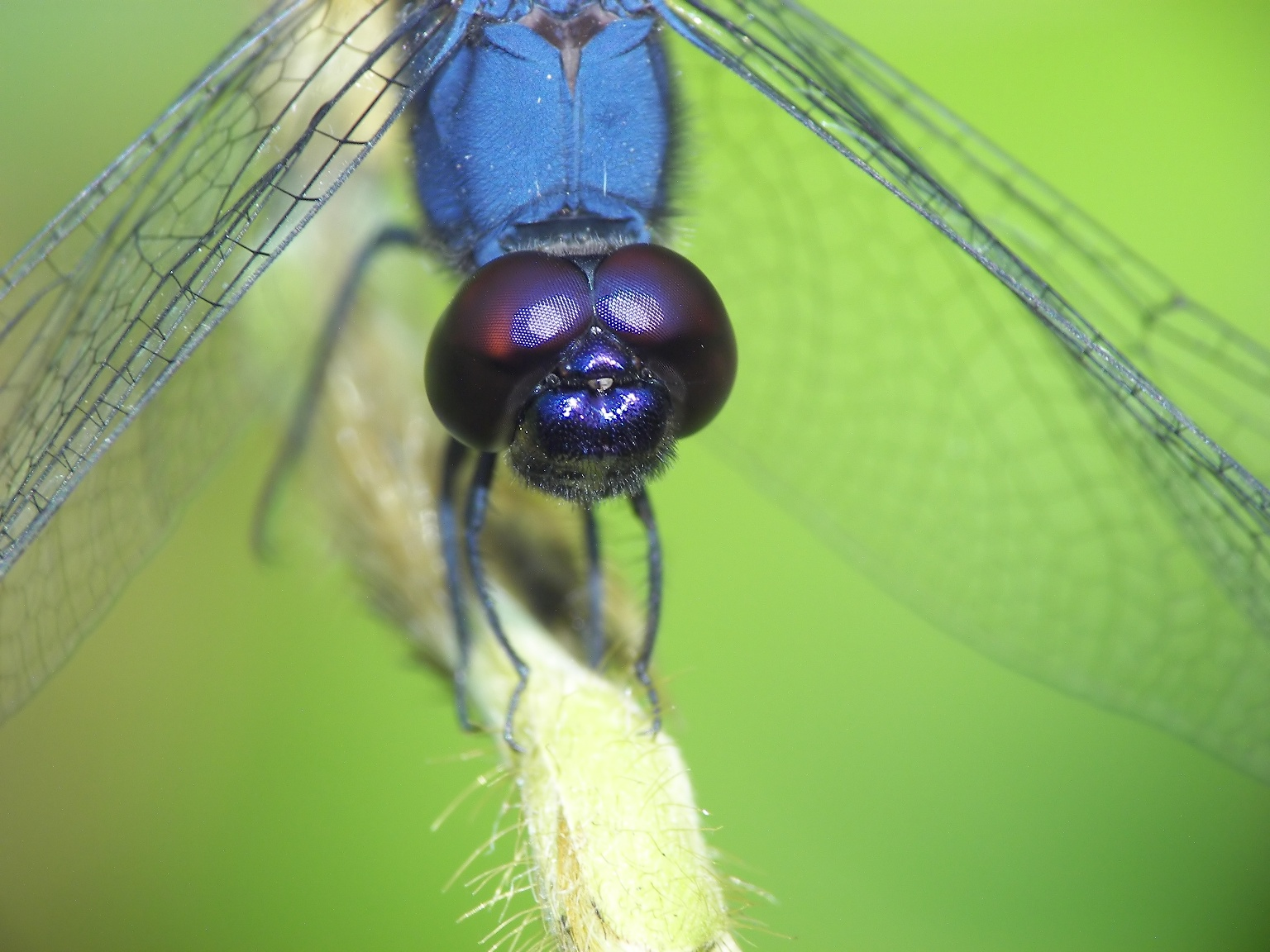
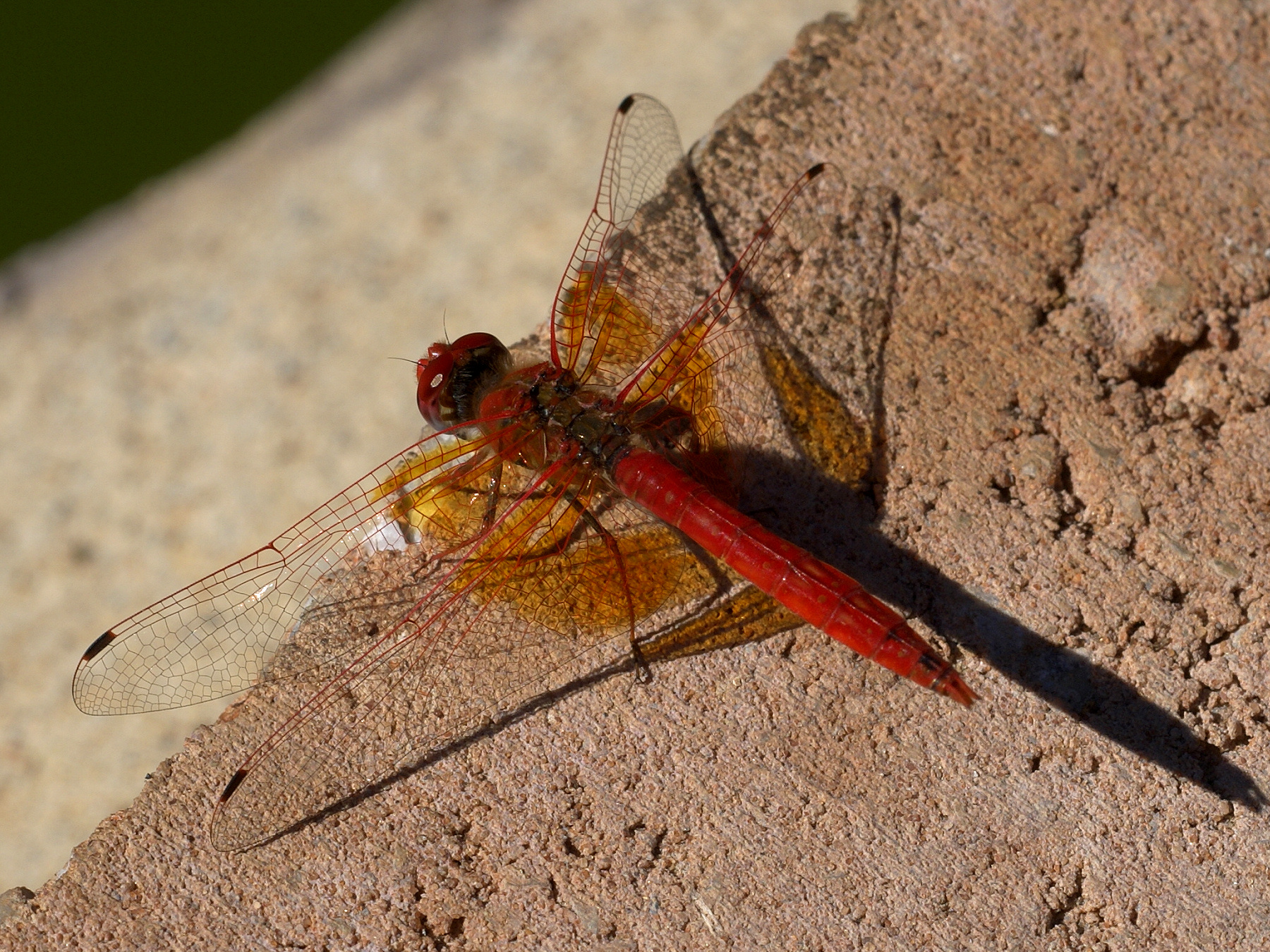
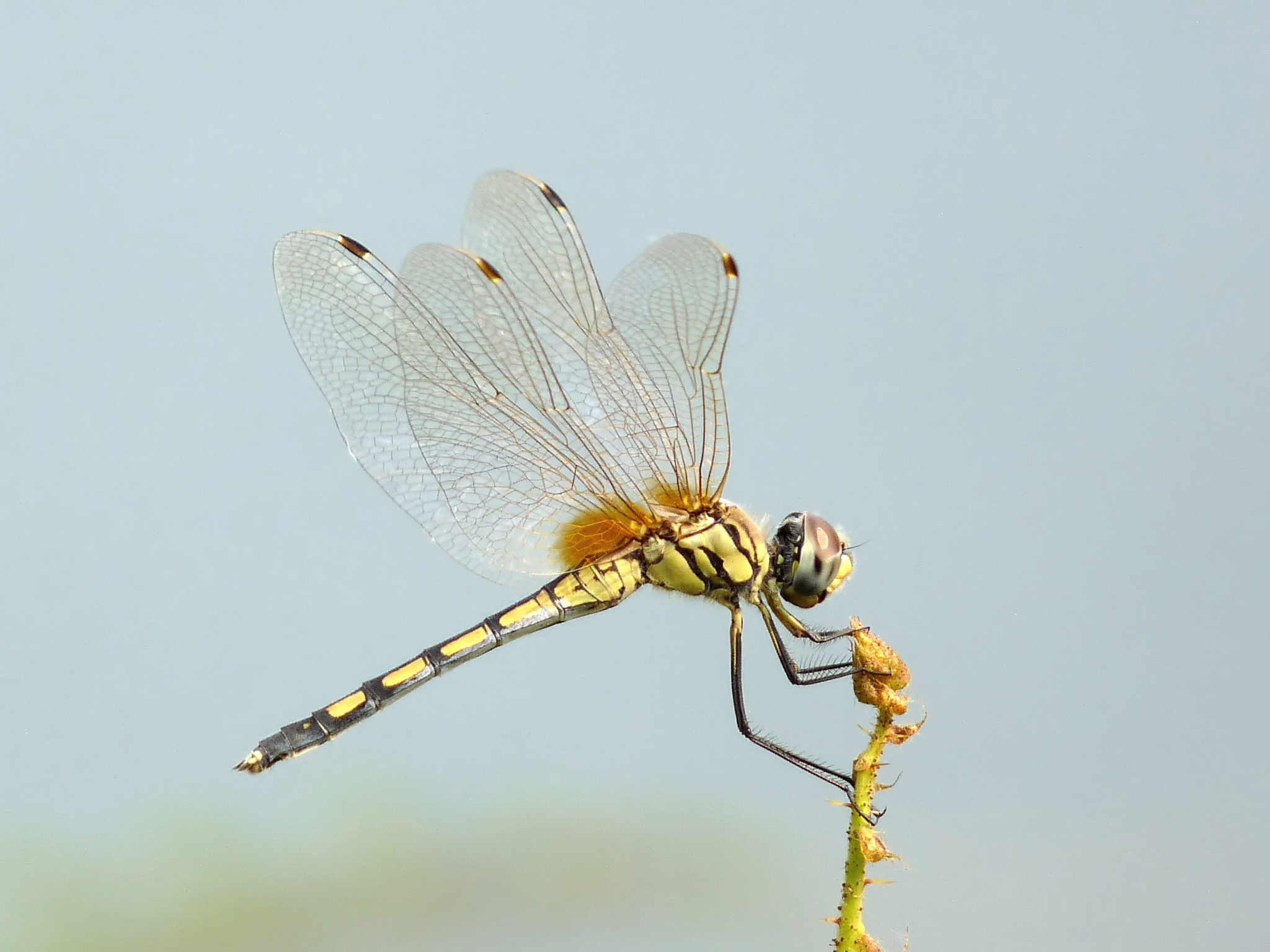